# Буальдьё, Франсуа Адриен
Франсуа́ Адрие́н Буальдьё (фр. François Adrien Boieldieu; 16 декабря 1775 года, Руан — 8 октября 1834 года, Варенн-Жарси) — французский оперный композитор, имевший большую популярность в Париже, а также служивший придворным композитором в России (1803—1810).
Его именем названы мост в его родном городе и парижская площадь.

## Биография
Родился в 1775 г. в Руане, где его отец был секретарем канцелярии архиепископа. Начал музыкальное образование певчим Руанского собора и продолжал свои музыкальные занятия у органиста Броха. В 1793 году написал, на изготовленный его отцом текст, маленькую оперу «La fille coupable», имевшую успех; за ней следовала «Rosalie et Mirza» (1795).
В девятнадцать лет, не имея никаких средств, отправился в Париж, где своей одноактной оперой «La dot de Suzette» (1795) произвёл большое впечатление. Затем следовали оперы: «La famille suisse» (1796), «Mombreuille et Merville» (1797), «L’heureuse nouvelle» (1797), «Zoraime et Zulnare» (1798), «Les méprises espagnoles» (1798), «Beniowski» (1800). В этот промежуток времени состоял профессором фортепианной игры в консерватории.
Выдающийся успех имела его опера: «Le Calife de Bagdad», выдержавшая более 700 представлений в Париже, и сделавшая его имя, как композитора, известным и за границей. В 1802 г. появилась опера «Ma tante Aurore».

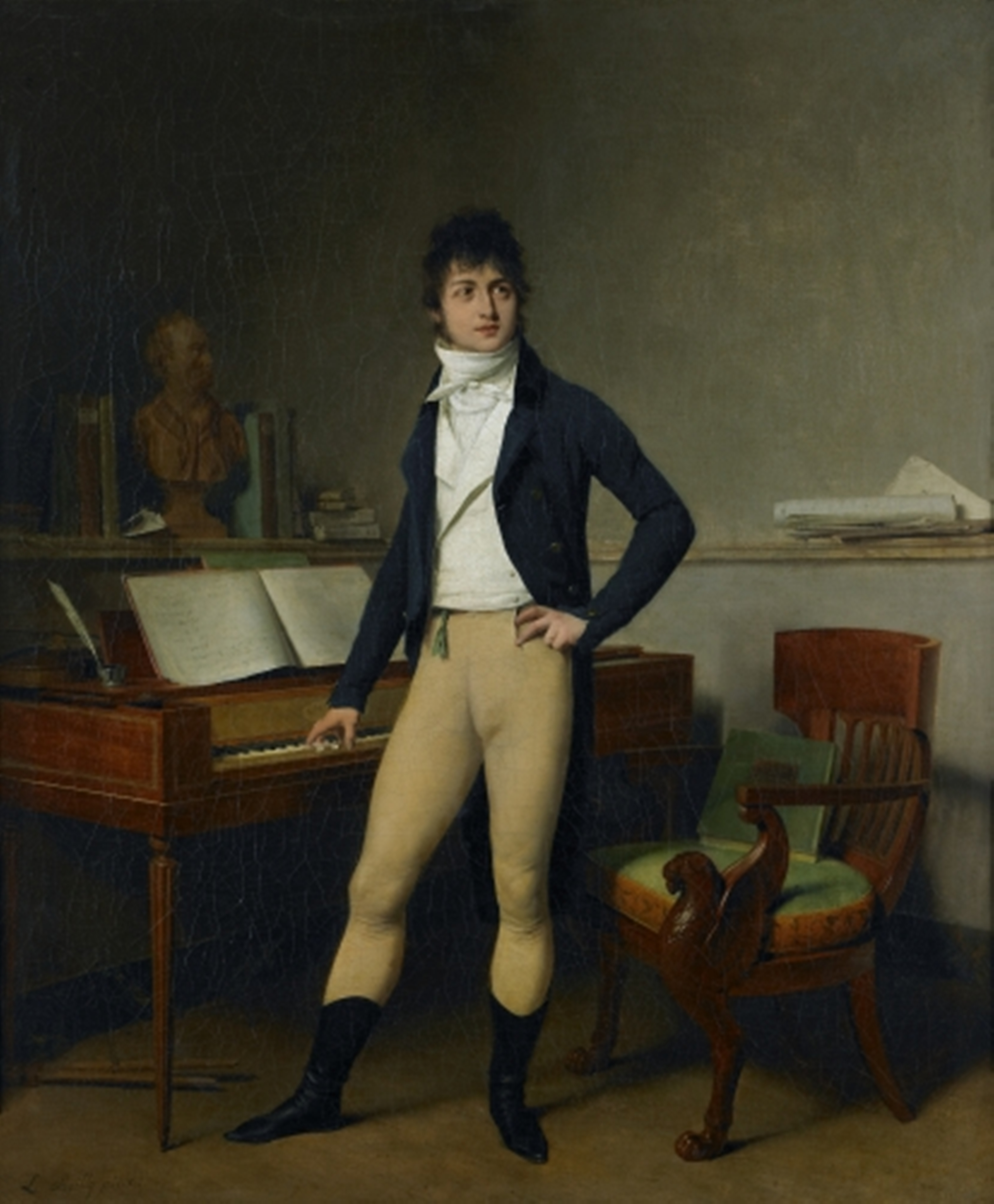
Портрет Буальдьё около 1800 г.

### В России
В 1803 году, вместе со своим другом Роде, отправился в Россию. Император Александр I для первого приветствия славного композитора выслал ему в Мемель патент на место придворного капельмейстера; Буальдьё обязался писать по 3 оперы в год, на готовые либретто из французской жизни. Обласканный императором, был хорошо принят в Петербургском обществе; из написанных им в Петербурге для французской труппы комических опер: «Rien de trop», «Amour et mystère», «La jeune femme colerée», «Aline», «Reine de Golconde», «Télémaque», «Les voitures versées» и др.
В 1811 году Буальдьё получил отпуск и отправился в Париж, но по политическим обстоятельствам не мог вернуться. Из опер в России наибольшим успехом пользовались: «Калиф Багдадский», «Красная шапочка» и «Жан Парижский», весьма часто повторявшиеся в оперных репертуарах 30-х и 40-х годов. Нередко шла и «Белая дама». «Немецкая опера», существовавшая в Санкт-Петербурге в 1834—1844, также часто ставила упомянутые оперы.
В Париже Буальдьё написал оперу «Jean de Paris», которая была представлена в 1812 г. и благодаря своей прелестной и свежей музыке имела громадный успех. В 1813 году Буальдье написал оперу: «La fête du village voisin», a в 1818 году вновь появилась весьма удачная опера: «Le chaperon rouge» (Красная шапочка).
Следующие годы Буальдьё, вследствие расстроенного здоровья, жил в своем имении Жарси и мало занимался музыкой, продолжая, однако, исполнять обязанности по должности профессора композиции в Консерватории. Только в 1825 году вновь появился перед публикой с оперой «Dame blanche», одним из лучших и популярнейших его произведений. Она шла впервые в 1825 году на сцене Опера-Комик, после значительной обработки и нескольких переделок. Интересный сюжет, прекрасная оркестровка, полные поэтической прелести мотивы были восторженно оценены публикой.
«Ah quel plaisir d'être soldat» — сделалась народною оперою. Герольд в «Pré aux clerçes» и многие другие композиторы заимствовали из этой оперы.
Одной из последних его опер была «Les deux Nuits» (1829), шедшая и в России. Непомерные занятия в Консерватории, авторство, значительно утомлявшее его в силу привычки петь при сочинениях, и т. п. значительно ослабили его здоровье. Вдобавок революция 1830 г. лишила его пенсии, и дела его значительно ухудшились. Не помогла и поездка в Пизу, и он скончался 8 октября 1834 года в Жарси, по дороге на юг Франции. Похоронен на Пер-Лашезе (11-й участок).

## Почести
Буальдьё вместе с Меюлем считается одним из замечательнейших композиторов комической музыки первой четверти XIX века. Слава его опер дала ему массу почетных званий. В 1817 г. он был избран вместо Мегюля членом института. В 1839 году ему поставлен в Руане памятник, а в 1875 году торжественно праздновалось в Руане 100-летие со дня его рождения.

### Семья
Его сын Андриен (1815—1883), также французский композитор, известен своими романсами и комическими операми. Успехом пользовалась его опера «Le bouquet de l’infante» (1847).

## Произведения
- «La fille coupable» (опера, 1793)
- «Rosalie et Myrza» (опера, 1795)
- «Les deux lettres» (комич. опера, 1796)
- «La famille suisse» (комич. опера, 1797)
- «Mombreuil et Merville» («Le pari», 1797);
- «L’heureuse nouvelle» (1797)
- «Зораима и Зюльнар» («Zoraïme et Zulnare», опера, 1798)
- «La dot de Suzette» (1798)
- «Les méprises Espagnoles» (1799)
- «La prisonnière» вместе с Керубини (1799)
- «Beniowsky» (1800)
- «Калиф Багдадский» («Le calife de Bagdad», опера, 1800)
- «Тетушка Аврора» («Ma tante Aurore», 1803)
- «Le baiser et la quittance» (1803, вместе с Мегюлем, Крейцером и др.)
- «Алина, королева Голкондская» («Aline reine de Golconde», 1804)
- «Молодая сердитая женщина» («La jeune femme colère», 1805)
- «Любовь и тайна» («Amour et mystère», водевиль, 1806)
- «Абдерхан» («Abderkan», 1806)
- «Телемак на острове Калипсы» («Calypso» или «Télémaque»)
- «Опрокинутые кареты» («Les voitures versées», 1808, водевиль, позднее переделанный в комическую оперу)
- «Un tour de soubrette» (водевиль)
- «Женщина-невидимка» («La dame invisible», 1808)
- «Ничего лишнего или двое ширм» («Rien de trop ou Les deux paravents», водевиль, 1810)
- «Наина» (в сотрудничестве с Кавосом и Изуаром)
- хоры к «Athalie»
- «Жан Парижский» («Jean de Paris», опера, 1812)
- «Красная шапочка» («Le chaperon rouge», опера, 1818)
- «Белая дама» («La dame blanche», опера, 1825)
- «Две ночи» («Deux nuits», опера, 1829)
- «Новый помещик» («Le nouveau seigneur de village», 1813)
- «Bayard à Mézières» (вместе с Керубини, Кателем и Николо Изуаром, его многолетним соперником)
- «Les Béarnais»;
- «Henri IV en voyage» (1814, вместе с Крейцером)
- «Angela» («L’atelier de Jean Cousin», 1814; вместе с г-жей Гай, ученицей Фетиса)
- «La fête du village voisin»
- «Charles de France» (вместе с Герольдом)
- «La France et L’Espagne» (интермеццо)
- «Blanche de Provence» («La cour des fées», 1821; вместе с Керубини, Бертоном и др.)
- «Les trois genres» (вместе с Обером)
- «Pharamond» (вместе с Керубини, Бертоном и др.)
- «La marquise de Brinvilliers» (с Бертоном и др., 1831)